# BM-24
BM-24 je salvový raketomet sovětské konstrukce. Kromě sovětské armády byl hojně používaný i armádami Sýrie a Iráku. Ukořistěné exempláře užívaly také Izraelské obranné síly. Raketomety byly instalovány buď na ložné ploše nákladního automobilu ZIL-151 nebo na pásovém dělostřeleckém tahači AT-S. Třebaže BM-24 má dvakrát větší hlavici než jeho nástupce BM-21 Grad, nenese jich v odpalovacím zařízení tolik.

## Varianty
- BM-24 (8U31) - Základní model na podvozku ZIS-151.[1]
- BM-24M (2B3) - Modifikovaný model na podvozku ZIL-157.[1]
- BM-24T - Opásovaný model namontovaný na podvozku AT-S.[2]
- Izraelem vylepšené varianty.[2]